# Jon Mathieu

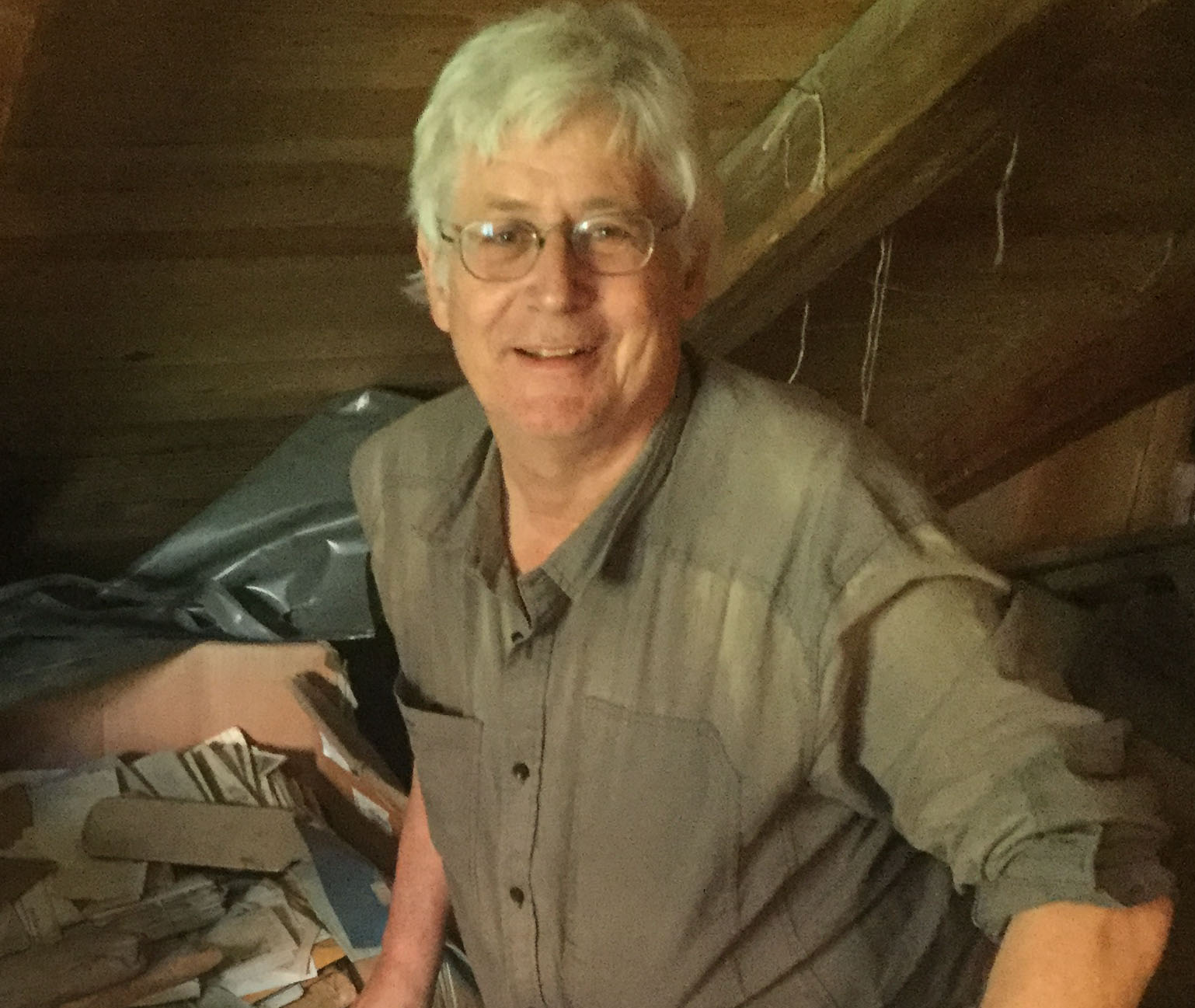
Jon Mathieu bei der Archivarbeit (2022)

Jon Mathieu (* 1952 in Bern) ist ein Schweizer Historiker und befasst sich mit der Geschichte von Bergregionen.

## Tätigkeit
Jon Mathieu ist emeritierter Titularprofessor für Geschichte mit Schwerpunkt Neuzeit an der Universität Luzern und insbesondere bekannt als Gebirgsforscher und Historiker der Alpen.
Mathieu stammt aus einer bündnerromanischen Familie und wuchs in Bern auf. Er studierte Geschichte, Ethnologie und Psychologie in Bern. In seiner umfangreichen Lizentiatsarbeit und Dissertation befasste er sich mit dem Unterengadin 1650–1800. Zentrale Quelle war die Handschrift Chiantun Verd von Martin Peider Schmid aus Ftan. Mathieu promovierte 1984 und habilitierte 1991.
Mathieu war Gründungsdirektor des «Istituto di Storia delle Alpi» an der Università della Svizzera italiana und hatte verschiedene Gastprofessuren und Lehraufträge, unter anderem von 2007 bis 2012 an der ETH Zürich. Sein Forschungsschwerpunkt ist die Geschichte der Berge. 2011 publizierte er eine vergleichende Geschichte der Berge in der Neuzeit. Im Jahre 2015 erschien seine Überblicksdarstellung der Geschichte der Alpen. 2023 folgte eine kurze Globalgeschichte der Heiligen Berge seit 1500.
Ein zweiter Forschungsschwerpunkt Mathieus ist die Geschichte der Familie und Verwandtschaft. Daneben publizierte er über theoretische Fragen der historischen Forschung.
Von 2010 bis 2016 amtete Mathieu als Mitglied des Forschungsrats des Schweizerischen Nationalfonds. Seit 2020 ist er Präsident des Wissenschaftlichen Beirats des Urner Instiuts Kulturen der Alpen an der Universität Luzern.
Er ist verheiratet und hat zwei erwachsene Kinder.

## Auszeichnungen (Auswahl)
- 2008: King Albert Mountain Award
- 2016: Wissenschaftsbuch des Jahres in der Kategorie Geistes-/Sozial-/Kulturwissenschaften für Die Alpen. Raum – Kultur – Geschichte[5]

## Publikationen (Auswahl)
- Mount Sacred. Eine kurze Globalgeschichte der heiligen Berge seit 1500, Böhlau, Wien 2023, ISBN 978-3-205-21702-2.
  - Englisch: Mount Sacred. A Brief Global History of Holy Mountains Since 1500, The White Horse Press, Cambridgeshire 2023, ISBN 978-1-912186-71-6.
- Majestätische Berge. Die Monarchie auf dem Weg in die Alpen 1760–1910. Jon Mathieu, Eva Bachmann, Ursula Butz. Hier und Jetzt, Baden 2018, ISBN 978-3-03919-446-9.
- Geschichte der Landschaft in der Schweiz. Jon Mathieu, Norman Backhaus, Katja Hürlimann, Matthias Bürgi (Hrsg.). Orell Füssli, Zürich 2016, ISBN 978-3-280-05601-1.
- Die Alpen. Raum – Kultur – Geschichte. Reclam, Ditzingen 2015, ISBN 978-3-15-011029-4.
  - Englisch (leicht verändert): The Alps. An Environmental History. Polity Press, Oxford 2019, ISBN 978-1-5095-2771-7.
- Die Dritte Dimension. Eine vergleichende Geschichte der Berge in der Neuzeit. Schwabe, Basel 2011.
  - Englisch: The Third Dimension. A Comparative History of the Modern Era. The White Horse Press, Cambridge 2011.
- Geschichte der Alpen 1500–1900. Umwelt, Entwicklung, Gesellschaft. Böhlau, Wien 1998.
  - Englisch: History of the Alps 1500–1900. Environment, Development, and Society. West Virginia University Press, Morgantown 2009.
  - Italienisch: Storia delle Alpi 1500–1900. Ambiente, sviluppo e società. Casagrande, Bellinzona 2000.
- Eine Agrargeschichte der inneren Alpen. Graubünden, Tessin, Wallis 1500–1800. Zürich 1992.[6]
- Bauern und Bären. Eine Geschichte des Unterengadins von 1650 bis 1800. Chur 1987.